# Małka Szwarcenkopf
Małka Szwarcenkopf – dramat Gabrieli Zapolskiej w pięciu aktach napisany na zamówienie Lucjana Dobrzańskiego. Prapremiera odbyła się w warszawskim teatrzyku ogródkowym Eldorado 10 lipca 1897. 

## Treść
Główną bohaterką jest żydowska dziewczyna wyrwana z nędzy przez zamożną opiekunkę. Małka otrzymuje wykształcenie i żyje w dostatku aż do śmierci swej opiekunki. Dziewczyna traci środki do życia i zmuszona jest powrócić do ojca – ubogiego sprzedawcy papierosów – i sama szukać pracy. Otrzymuje propozycje pracy jako dama do towarzystwa, którą jednak odrzuca. Nieoczekiwanie ojca dziewczyny odwiedza znana swatka – Pake Rozental – z ofertą matrymonialną dla Małki, która wzbudziła zainteresowanie niezbyt rozgarniętego syna właściciela sklepu. Los Małki zostaje po krótkich targach przypieczętowany bez jej wiedzy i zgody.

## Inscenizacje (wybór)
- Teatr Polski w Ogrodzie Potockiego w Poznaniu (1902)[3]
- Teatr Skarbkowski (1899)[4]
- Teatr Miejski we Lwowie (1904)[5]
- Teatr Nowości w Warszawie (1928, reż. Andrzej Marek)[5]
- Teatr Toruński (1931, reż. Józef Cornobis)[5]

## Spektakl telewizyjny
W 1996 r. w Teatrze Telewizji wyemitowano spektakl Małka Szwarcenkopf w reżyserii Wojciecha Nowaka. W roli tytułowej wystąpiła Dominika Ostałowska.

## Powieść
Na motywach dramatu Małka Szwarcenkopf powstała powieść pod tym samym tytułem. Autorką adaptacji była Aniela Kallas.